# الادیو دیسته
الادیو دیسته (انگلیسی: Eladio Dieste; ۱ دسامبر ۱۹۱۷ – ۲۰ ژوئیهٔ ۲۰۰۰) معمار، مهندس عمران، نقاش، استاد دانشگاه، و مهندس اهل اروگوئه بود.